# Ludwigia palustris
Espèce
Classification phylogénétique
Statut de conservation UICN

 LC  : Préoccupation mineure
Ludwigia palustris, l'Isnardie des marais ou Ludwigie des marais, est une espèce de la famille des Onagraceae. 

## Description
C'est une plante herbacée. La tige mesure un demi-mètre de long. Les feuilles, qui peuvent être rouges, vertes ou pourpres, sont disposées de manière opposée sur la plante. Des fleurs, solitaires, sont constituées de minuscules sépales verts et n'ont pas de pétales. Ils donnent des petits fruits capsulaires contenant de nombreuses graines.

## Répartition et habitat
Ludwigia palustris est considérée comme une espèce subatlantique, subméditerranéenne et circumpolaire ayant une vaste aire de répartition. Il est présent en Amérique du Nord, dans les régions centrale et septentrionale de l'Amérique du Sud, en Afrique (principalement dans les parties nord et sud du continent), en Asie (la zone tempérée située à l'ouest du continent) et en Europe. L'aire de distribution européenne comprend presque tout le continent, à l'exception des parties N et NE. Il est également connu du Caucase (Géorgie). Des cas de naturalisation ont été signalé à Hawaii, en Australie et en Nouvelle-Zélande. C'est une plante aquatique vivace des zones inondées, marais, étangs et mares.

## Utilisation
L'espèce est aussi cultivée comme plante d'aquarium.

## Statut de protection
En France, l'espèce bénéficie d'une protection régionale en Alsace, en Basse-Normandie, en Franche-Comté, en Lorraine et en Rhône-Alpes mais classée dans les organismes nuisibles dont l’introduction est interdite en Nouvelle-Calédonie. Elle figure sur la liste rouge des plantes du Nord-Pas-de-Calais. et sur celle d'Île-de-France.
En Suisse, elle figure sur la liste rouge des plantes.
En Algérie, elle figure sur la liste des espèces végétales protégées.